# José María Fernández y López
José María Fernández y López (1798, Jerez de la Frontera, España - 26 de octubre de 1864, Jerez de la Frontera, España) fue un empresario bodeguero español.

## Biografía
Sus padres eran Juan Alonso-Fernández, natural de Aviada (Burgos) y Ana María López, natural de Jerez de la Frontera (Cádiz).
Casado con Josefa María González de Molina, con la que tuvo tres hijos José María,  Manuel María y María del Carmen. 
En 1819 le compró una viña, en el Pago de Doña Juana o Cerro de Santiago, a Pedro Rodríguez; y en 1828 empezó a labrar las viñas “El Majuelo” y “El Carrascal” que ya le pertenecían. Por otra parte, tenía arrendada una viña llamada “Veyán”.
Sus vinos los vendía especialmente a Manuel María González & Dubosc, ya que tenía tres bodegas en Jerez citadas en sus libros de contabilidad como: “La del Arroyo”, “Criaderas de Lealas” y “Criaderas de Canto Gordo”.
Sus bodegas pasaron, con el tiempo, a manos de los Fernández Gao, Mackenzie y Harveys.